# Чемеліл Шугер
Футбольний клуб «Чемеліл Шугер» або просто «Чемеліл Шугер» (англ. Kenya Commercial Bank Sports Club) — професіональний кенійський футбольний клуб з однойменного міста. Домашні матчі проводить на Спортивному комплексі Чемеліл, який вміщує 5 000 глядачів.

## Історія
Заснований у 1968 році цукровою компанією Чемеліл, на початку своєї історії виступав в окружній лізі. У 1995 році виграв Провінційний чемпіонат та виборов путівку до Суперліги (другий дивізіон чемпіонату Кенії), в якому відіграв один сезон. З 1997 року виступає в Прем'єр-лізі Кенії. У 2003 році команда виграла кубок президента, проте більшість провідних клубів країни вступила в конфлікт з Федерацією футболу Кенії та бойкотували цей турнір. Двічі виступав на континентальних турнірах, проте в обох випадках клуб не зміг подолати попередній раунд.

## Досягнення
- Кубок президента Кенії
  -  Володар (1): 2003

## Статистика виступів на континентальних турнірах
| Сезон | Турнір                 | Раунд      | Клуб           | Вдома | На виїзді | Загалом |
| ----- | ---------------------- | ---------- | -------------- | ----- | --------- | ------- |
| 2004  | Кубок конфедерації КАФ | Попередній | «Мтібва Шугер» | 0-2   | 1-2       | 1-4     |
| 2005  | Кубок конфедерації КАФ | Попередній | «Бенкс»        | т.п.1 | т.п.1     | т.п.1   |

1- «Чемеліл Шугер» знявся зі змагань.